# Dichomitus albidofuscus
Dichomitus albidofuscus är en svampart som först beskrevs av Domanski, och fick sitt nu gällande namn av Domanski 1971. Dichomitus albidofuscus ingår i släktet Dichomitus och familjen Polyporaceae.   Inga underarter finns listade i Catalogue of Life.